# Michele Brown
Michele Brown, née Michele Mary Mason le 3 juillet 1939, est une athlète australienne qui pratiquait le saut en hauteur. Elle a été deux fois championnes olympiques et fait ainsi partie des meilleures sauteuses en hauteur de tous les temps.
Elle a représenté l'Australie aux Jeux olympiques d'été de 1964 à Tokyo et remportait l'argent derrière la Roumaine Iolanda Balas.
Elle a également été sacrée deux fois championne du Commonwealth.

## Palmarès

### Jeux olympiques d'été
- Jeux olympiques d'été de 1964 à Tokyo ( Japon)
  -  Médaille d'argent au saut en hauteur

### Jeux de l'Empire britannique et du Commonwealth
- Jeux de l'Empire britannique et du Commonwealth de 1958 à Cardiff ( Pays de Galles)
  -  Médaille d'or au saut en hauteur
- Jeux de l'Empire britannique et du Commonwealth de 1962 à Perth ( Australie)
  -  Médaille de bronze au saut en hauteur
- Jeux de l'Empire britannique et du Commonwealth de 1966 à Kingston ( Jamaïque)
  -  Médaille d'or au saut en hauteur

## Sources
- (en) Cet article est partiellement ou en totalité issu de l’article de Wikipédia en anglais intitulé « Michele Brown » (voir la liste des auteurs).